# Shanghai Golden Grand Prix 2015
Lo Shanghai Golden Grand Prix 2015 è stato la 9ª edizione dell'annuale meeting di atletica leggera che ha avuto luogo allo Stadio di Shanghai, situato nell'omonima città, il 17 maggio 2015. Il meeting è stato inoltre la seconda tappa del circuito IAAF Diamond League 2015.

## Programma
| # | Orario | Specialità       |
| - | ------ | ---------------- |
| 1 | 17:35  | Lancio del disco |
| 2 | 18:45  | Salto in alto    |
| 3 | 19:13  | 1500 m           |
| 4 | 19:30  | Salto in lungo   |
| 5 | 19:36  | 400 m            |
| 6 | 19:46  | 3000 m siepi     |
| 7 | 20:17  | 200 m            |
| 8 | 20:52  | 110 m hs         |

| # | Orario | Specialità             |
| - | ------ | ---------------------- |
| 1 | 17:30  | Salto triplo           |
| 2 | 17:45  | Getto del peso         |
| 3 | 18:50  | Salto con l'asta       |
| 4 | 19:04  | 400 metri ostacoli     |
| 5 | 19:26  | 100 m                  |
| 6 | 19:39  | Lancio del giavellotto |
| 7 | 20:06  | 800 metri piani        |
| 8 | 20:26  | 5000 m                 |

     Specialità valide per la Diamond League

## Risultati
Di seguito i primi tre classificati di ogni specialità.

### Uomini
| Specialità         |                        | Prestazione | 2º classificato           | Prestazione | 3º classificato   | Prestazione |
| 200 metri          | Alonso Edward          | 20"33       | Julian Forte              | 20"36       | Nickel Ashmeade   | 20"44       |
| 400 metri          | Kirani James           | 44"66       | Tony McQuay               | 45"54       | Lashawn Merritt   | 45"58       |
| 1500 metri         | Silas Kiplagat         | 3'35"29     | Hillary Cheruiyot Ngetich | 3'35"40     | Collins Cheboi    | 3'35"46     |
| 3000 metri siepi   | Jairus Kipchoge Birech | 8'05"36     | Paul Kipsiele Coech       | 8'11"39     | Conseslus Kipruto | 8'14"59     |
| 110 metri ostacoli | David Oliver           | 13"17       | Orlando Ortega            | 13"19       | Aries Merritt     | 13"25       |
| Salto in alto      | Mutaz Essa Barshim     | 2.38 m      | Bohdan Bondarenko         | 2.32 m      | Guowei Zhang      | 2.32 m      |
| Salto in lungo     | Aleksandr Men'kov      | 8.27 m      | Jeff Henderson            | 8.26 m      | Jianan Wang       | 8.25 m      |
| Lancio del disco   | Piotr Małachowski      | 64.65 m     | Robert Urbanek            | 64.47 m     | Vikas Gowda       | 63.90 m     |

     Atleti al primo posto nella classifica di specialità.
     Prestazione che stabilisce il nuovo record del meeting.

### Donne
| Specialità             |                                | Prestazione | 2º classificato       | Prestazione | 3º classificato   | Prestazione |
| 100 metri              | Blessing Okagbare-Ighoteguonor | 10"98       | Tori Bowie            | 11"07       | Michelle-Lee Ahye | 11"13       |
| 800 metri              | Eunice Jepkoech Sum            | 2'00"28     | Malika Akkaoui        | 2'00"73     | Janeth Jepkosgei  | 2'01"14     |
| 5000 metri             | Almaz Ayana                    | 14'14"32    | Viola Jelagat Kibiwot | 14'40"32    | Senbere Teferi    | 14'41"98    |
| 400 metri ostacoli     | Kaliese Spencer                | 54"71       | Tiffany Williams      | 55"27       | Cassandra Tate    | 55"68       |
| Salto con l'asta       | Nikoléta Kiriakopoúlou         | 4.73 m      | Katerina Stefanidi    | 4.58 m      | Yarisley Silva    | 4.58 m      |
| Salto triplo           | Caterine Ibargüen              | 14.85 m     | Olha Saladukha        | 14.62 m     | Olga Rypakova     | 14.38 m     |
| Getto del peso         | Lijiao Gong                    | 20.23 m     | Christina Schwanitz   | 19.94 m     | Tia Brooks        | 18.66 m     |
| Lancio del giavellotto | Huihui Lyu                     | 64.08 m     | Sunette Viljoen       | 63.60 m     | Kimberley Mickle  | 63.60 m     |

     Atlete al primo posto nella classifica di specialità.
     Prestazione che stabilisce il nuovo record del meeting.